# 팔레스타인 요리

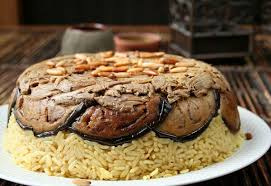
마끌루바

팔레스타인 요리(Palestine 料理, 아랍어: مطبخ فلسطيني 마트바크 필라스티니이[*])는 서남아시아 레반트 지역에 있는 팔레스타인의 요리이다. 역사적 팔레스타인 지역—팔레스타인 자치 정부와 이스라엘의 거주민, 인근 이웃국가의 피난민 거주지와 해외에 거주하는 팔레스타인 민족—의 아랍인들이 흔히 먹는 음식을 포괄한다. 팔레스타인 요리는 팔레스타인에 정착했던 여러 문명의 혼합으로, 특히 아랍 우마이야 왕조의 정복으로 시작된 아랍 제국 시기와 그 이후 및 페르시아 제국의 영향을 받은 아바스 왕조와 마지막으로 오스만 제국의 튀르키예 요리에서 크게 영향을 받았다. 이러한 경향은 레바논, 시리아, 요르단 요리를 포함하는 다른 레반틴 요리에서도 유사하게 찾아볼 수 있다.
팔레스타인인들은 하루의 식사 중 점심 시간을 가장 길게 가진다. 조리법은 지역마다 다양하며, 각각의 조리법과 사용되는 재료는 일반적으로 특정 지역의 기후와 위치 및 전통에 기반한다. 갈릴리 지역에서 일반적으로 쌀과 크로켓과 유사한 킵베를 다양한 형태로 즐기며, 요르단강 서안 지구의 요리는 주로 묵중한 편으로 타분 빵과, 쌀, 고기 등을 포함한다. 해안지역 평야의 거주민들은 생선과 해산물 및 렌즈콩 등을 주로 먹으며, 가자 시의 주민들은 붉은 고추를 요리에 많이 사용한다. 식사는 주로 가정 내에서 먹지만, 잔치 등의 경우에 외식을 즐기며, 그곳에서 샐러드, 소스를 곁들인 빵과 꼬치에 끼운 고기 등의 가벼운 식사가 제공된다.
팔레스타인 지역에서 다수의 디저트가 생성되었으며, 정기적으로 디저트가 만들어지며, 명절 등의 경우를 위해 보관된다. 팔레스타인 디저트는 달콤하게 만든 치즈, 대추 또는 아몬드, 호두, 피스타치오 등의 다양한 견과류로 채운 페이스트리가 대부분이다. 음료수는 라마단 기간 등의 명절에 의존하며, 이때 카로브콩, 타마린드, 살구 즙을 해질 무렵에 마신다. 커피는 낮동안에 마시며, 주류 소비는 일반적으로 퍼져있지 않지만, 기독교인과 보수주의에 얽매이지 않는 무슬림 층이 종종 아라크나 맥주 등의 술을 마신다.

## 역사
현재 팔레스타인은 다양한 과거를 지니며, 그 지역의 요리는 다양한 문화로부터 영향을 받았다. 팔레스타인이 무슬람인에게 정복되면서, 이는 필라스틴이란 이름으로 대시리아 왕국 지방의 일부가 되었다. 팔레스타인 요리 중 -특히 갈릴리 지역- 많은 부분은 시리아 요리와 유사하다. 현재의 시리아-팔레스타인 음식은 대부분 세개의 주요 이슬람 집단 -아랍인, 페르시아에 영향을 받은 아랍인, 투르크인의 지배에 영향을 받았다.
시리아와 팔레스타인을 정복한 아랍인들은 쌀, 양고기, 발효유, 대추를 주로 이용한 소박한 요리법을 지녔다. 극도의 절약과 절제의 이슬람교의 엄격한 규율 때문에, 이러한 소박한 요리는 바그다드를 수도로 삼은 아바스 왕조가 등장하기까지 수세기 동안 영향력을 지니지 못했다. 바그다드는 역사적으로 페르시아의 영토에 자리잡고 있으며, 그러므로, 페르시아 역사는 800년부터 1000년까지 아바스 제국의 중앙 지역을 통해 아랍 문화에 통합되었다. 아랍인 지리학자 알마크디시는 팔레스타인 음식의 그러한 경향을 평했다.

펠리스타인으로부터 올리브, 말린 무화과, 건포도, 카로프 과실이 들어왔으며, 예루살렘으로부터 치즈와 아이누니와 두리로 알려진 유명한 건포도 종과 훌륭한 사과 등이 들어왔으며...잣 종류인 쿠라이쉬 비테와 그와 유사한 종은 어디에서도 찾아볼 수 없으며...수가르와 베트셰안에서 디브스라 불리는 당밀과 쌀이 들어왔다.

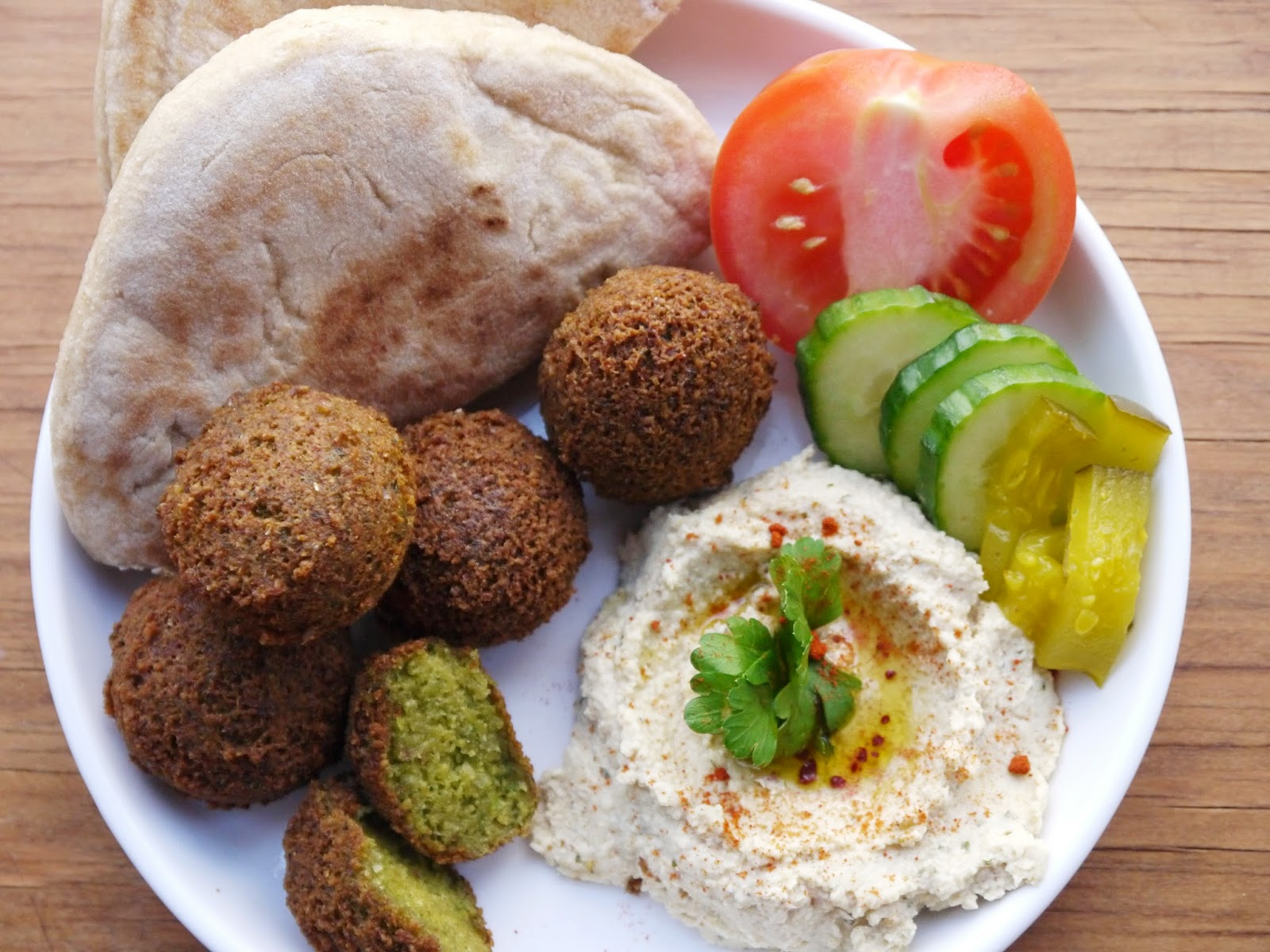
팔라펠과 후무스

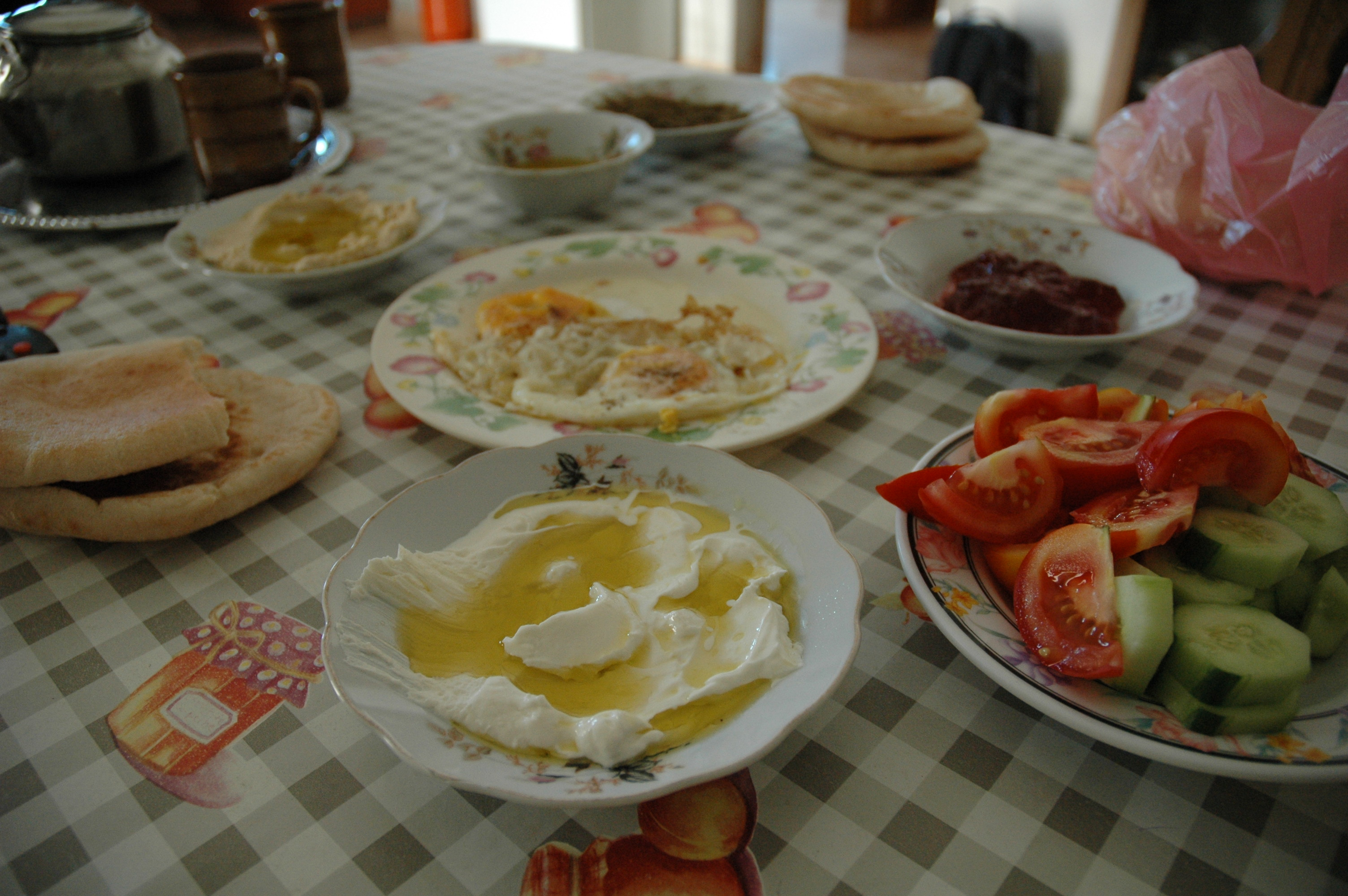
여과 요거트

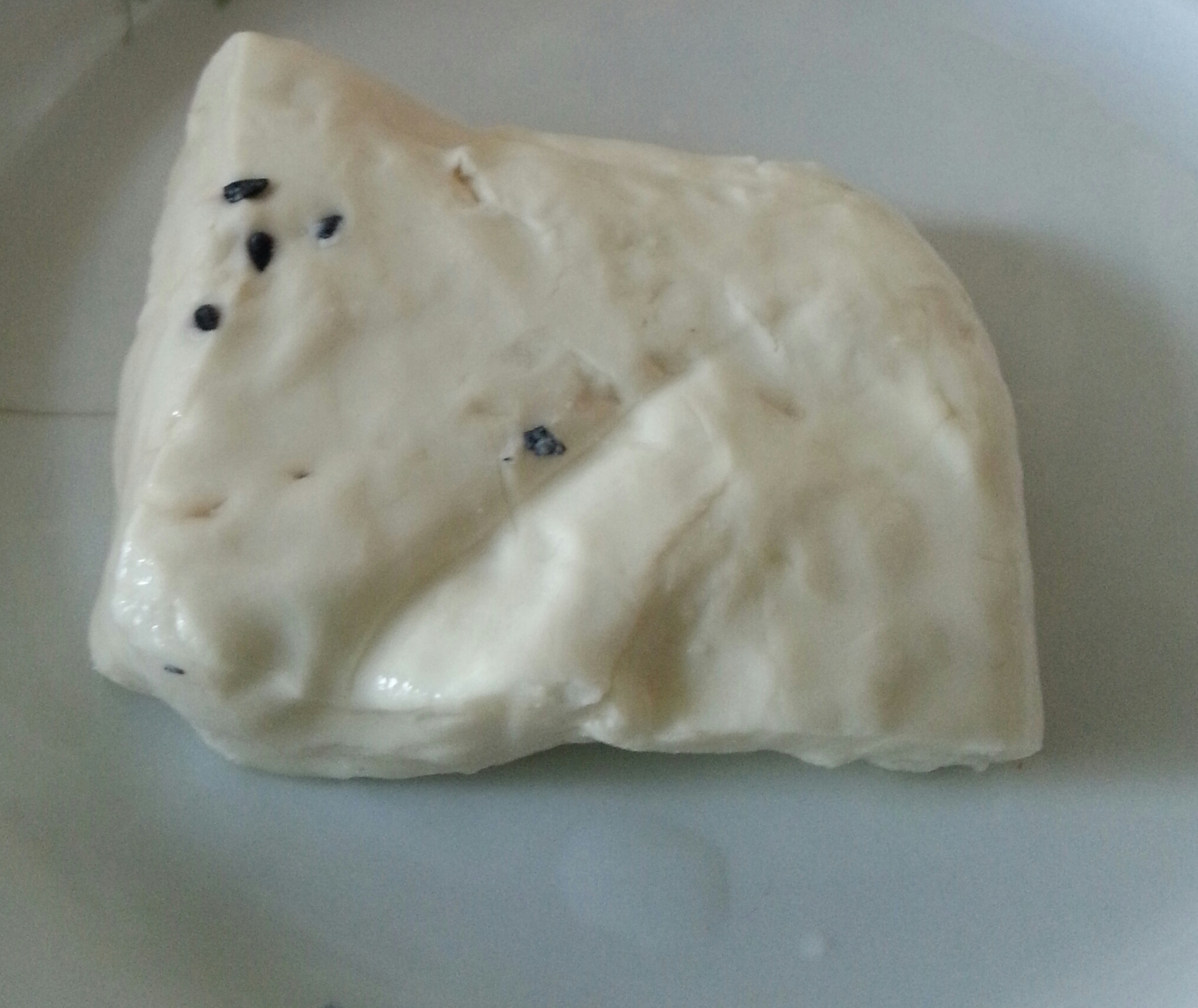
나불시

1512년으로부터 1514년까지 오스만 제국이 팔레스타인을 제국 지방의 일부로 통합하면서, 오스만 제국의 요리가 부분적으로 그때까지 풍부한 아랍 요리의 일부가 되었다. 1855년 크림 전쟁 이후, 보스니아인, 그리스인, 프랑스인, 이탈리아인을 포함하는 많은 타민족이 예루살렘, 야파, 베들레헴의 도심 지역을 중접으로 팔레스타인 지역에 거주하기 시작하였다. 이민족의 요리, 특히 발칸 지역에 거주했던 민족이 팔레스타인 요리에 영향을 끼쳤다. 1950년에서 60년 경까지 팔레스타인 시골의 주재료는 올리브 기름, 오레가노, 타분이라 불리는 단순한 화덕에서 구운 빵 등이었다. G. 깁슨 리즈가 1905년에 쓴 문서에 따르면, 타분 화덕은 집안에 있지 않고, 여러 가정의 재산으로 독립된 건축물로 세워졌으며, 그들은 그 화덕을 언제다 뜨겁게 유지해야할 의무를 지녔다라고 기록하였다.

## 지방 요리
역사적 팔레스타인 지방은 갈릴리, 가자, 요르단강 서안 지구 등, 세곳의 주요 요리 지역으로 나뉘며, 요르단강 서안 지구는 북에서 남쪽 지역으로 고유의 향토 요리군으로 나뉜다. 갈릴리 지역에는 밀을 반쯤 삶아서 말렸다 빻은 부르굴과 소고기나 양고기가 주재료로 종종 섞어서 한가족이 먹을 만한 식사에서부터 곁들여 먹는 반찬 등의 여러개의 변형로 만든다. 한편, 요르단강 서안 지구와 가자 지구의 거주민은 각각 고유의 조리법을 지닌다. 요르단강 서안 지구에서는 식사가 묵중한 편으로 북부 레반트 지역의 음뀨식과 대조를 이룬다. 주식은 쌀, 납작빵과 구운 고기를 포함한다. 가자 지구의 거주민의 주요 음식은 생선으로, 지중해 해안에 위치한 지리적인 요건에 영향을 받는다. 각각의 요리는 전통적인 이집트 요리에 강한 영향을 받았으며, 칠리페퍼, 딜 씨앗, 마늘이 가장 보편적인 향신료이다. 팔레스타인 요리는 다양하지만, 대부분의 팔레스타인인들은 특정 지역에서 생산하는 음식에 연연하지 않으며, 각지역 간의 끊임없는 혼합이 요리에 반영된다. 이는 다른 팔레스타인과 레반틴 아랍 지역에서 가자 시가 고립되었기 때문이며, 그들의 요리 방식이 그 지역 내에서 다소 덜 알려졌진 편이다.

## 같이 보기
- 레반트 요리
- 아랍 요리
- 아시아 요리
- 중동 요리
- 지중해 요리